# Wikszany (stacja kolejowa)
Wikszany (rum. Vicșáni) – stacja kolejowa w miejscowości Wikszany, w okręgu Suczawa, w Rumunii. Położona jest na linii Bukareszt – Wikszany.
Jest to rumuńska stacja graniczna na granicy z Ukrainą. Stacją graniczną po stronie ukraińskiej jest Waduł-Siret. Przekraczały tu granicę m.in. pociągi relacji Kijów - Bukareszt, Sofia - Moskwa i Mińsk - Warna.

## Historia
Stacja powstała w XIX w., w czasach austro-węgierskich, na drodze żelaznej lwowsko-czerniowiecko-suczawskiej. Początkowo nosiła nazwę Ruda.
Po II wojnie światowej została rumuńską stacją graniczną na granicy ze Związkiem Sowieckim, a następnie z Ukrainą. 